# 東彼得曼山脈
71°26′S 12°44′E / 71.433°S 12.733°E
東彼得曼山脈（德語：Östliche Petermannkette）是南極洲的山脈，位於毛德皇后地的沃爾塔特山脈，屬於彼得曼山脈的一部分，全長28公里，該山脈由德國探險隊發現。